# Alpensia Cross-Country Skiing Centre
Koordinaten: 37° 39′ 50,4″ N, 128° 41′ 6″ O
Das Alpensia Cross-Country Skiing Centre ist ein Skilanglauf-Stadion mit 7.500 Zuschauerplätzen. Es befindet sich in Pyeongchang (Südkorea) und wurde im Jahr 1995 eröffnet. In diesem Stadion fanden bei den Olympischen Winterspielen 2018 und den Winter-Paralympics 2018 die Wettkämpfe im Skilanglauf statt.